# Bernhard Raimann
Bernhard Raimann (Steinbrunn, Austria, 23 de septiembre de 1997) es un jugador profesional austriaco de fútbol americano, se desempeña en la posición de offensive tackle en Indianapolis Colts, en la National Football League (NFL).

## Carrera
Fue seleccionado en la tercera ronda en la Reunión Anual de Selección de Jugadores de la NFL de 2022. Hizo su debut profesional con el equipo Indianapolis Colts, donde lleva jugando dos temporadas.